# Bernardon de la Salle
Bernardon de la Salle (1339 – giugno 1391) è stato un mercenario francese, originario della Diocesi di Agen, genero di Bernabò Visconti, fu signore di Figeac, Mornas, Caderousse, Oppède, Malaucène, Tour-de-Canillac e Mas-Blanc (a Saint-Rémy-de-Provence), oltre di Soriano nel Cimino in Italia.

## Biografia

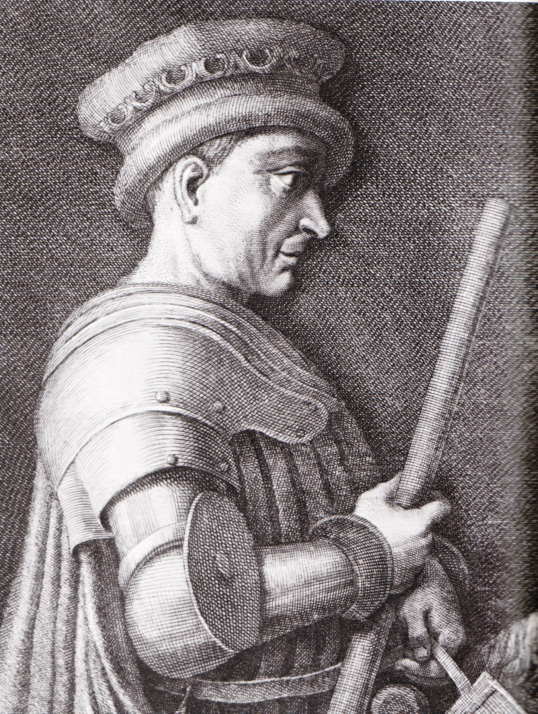
Incisione di Giovanni Acuto, cognato di Bernardon

Soprannominato "Chicot" dai suoi compagni, era tanto poco conosciuto in Francia quanto era famoso in Italia, dove comparve sotto i nomi di Bernardo della Sala o Bernardo Guascone. John Hawkwood (Giovanni Acuto), suo cognato, lo considerò il migliore dei condottieri dopo Giovanni degli Ubaldini.
Bernardon si distinse tanto per i suoi fatti d'arme al servizio di Carlo II, re di Navarra, di Edoardo il Principe Nero, del papa di Avignone, Clemente VII, di Luigi II d'Angiò, conte di Provenza e re di Napoli e deiVisconti. Al loro servizio, è risaputo che il guascone non commise mai un solo atto di codardia o di delitto. Difficile dire lo stesso durante le sue guerre d'avventura in Linguadoca Rodano (Pont-Saint-Esprit, Anduze), nel Bourbonnais (Saint-Pourçain, Belleperche) o in Italia contro Siena, Pisa o Lucca. Sposato con Riccarda Visconti, figlia naturale di Bernabò Visconti, fu anche padre di Bernardon de Serres e di Antoine de La Sale.
Iniziò la sua carriera in Francia, nel 1359, al fianco di Giovanni III di Grailly, Captal de Buch, capitano di Carlo il Cattivo, re di Navarra. Smobilitato dopo la pace di Brétigny, fu uno degli iniziatori delle Grandi Compagnie nel maggio 1360.

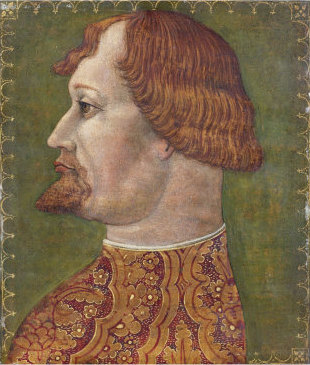
Gian Galeazzo Visconti, cugino di Bernardon

Nel 1375 per Bernardon vi fu la prima incursione in Italia. Ora tutta la sua carriera militare si sarebbe svolta nella penisola al servizio dei papi avignonesi (Gregorio XI e Clemente VII) che in quella della seconda casa d'Angiò (Luigi I e suo figlio Luigi II) o al fianco del cugino Gian Galeazzo Visconti.
Dall'agosto 1387, Bernardon lasciò il servizio della Chiesa per ripercorrere l'avventura. In un semestre attaccò Perugia, San Michele in Teverina e Civitavecchia. In dicembre, su richiesta dei fiorentini, si impadronì del Valdarno, poi attaccò Sant'Agostino e San Giusto alle Monache. Nel gennaio 1389, Bernardon non poté resistere alle sollecitazioni del cognato John Hawkwood, speso al servizio di Firenze. Partirono insieme per depredare nuovamente la regione di Siena.
In ogni caso, nel marzo 1389 Bernardon riprese servizio presso Clemente VII e la casa d'Angiò. Il suo primo combattimento avvenne nel regno di Napoli. Il guascone fu poi contattato da Francesco Novello de Carrara per unirsi alla Lega contro il potentato di Milano: non solo si rifiutò, ma avvertì immediatamente Gian Galeazzo Visconti del pericolo che correva.
Tutto coronato dai suoi successi italiani, Bernardon fu invitato da Clemente VII a tornare in Francia. La sua missione era importante. Nell'agosto del 1390, fu a Mende dove Giovanni III d'Armagnac stava cercando, per conto del re di Francia, di porre fine alla guerra privata che Raimondo di Turenna stava conducendo contro il papa di Avignone. Bernardon firmò come testimone un accordo tra il legato di Clemente VII, Antoine de Lovier, vescovo di Maguelonne e un rappresentante del visconte di Turenna.
Nel giugno 1391, valicate le Alpi, Bernardon giunse in vista del Moncenisio. Fu sorpreso in una valle da un distaccamento del conte d'Armagnac. Più della metà dei suoi uomini furono uccisi durante la battaglia di Ponte e trecento fatti prigionieri. In un primo momento, Bernardon riescì a fuggire, ma fu catturato in un bosco e messo a morte da tre dei suoi cavalieri che lo avevano tradito.

## Discendenza
Sposato in Italia con Riccarda Visconti, figlia naturale di Bernabò Visconti intorno al 1375, ebbe almeno un figlio legittimo, Garcia, nato intorno al 1380, che reclamerà nel 1413 l'eredità del fratello Bernardon de Serres.
Sono noti altri due figli:
- Bernardon de Serres, nato nel 1359, figlio naturale riconosciuto, morto nel 1413 senza eredi maschi.
- Antoine de La Sale, nato intorno al 1388, figlio illegittimo ma riconosciuto da Perrinette Damendel, contadina, sua compagna all'epoca, erede dei beni provenzali del padre, cresciuto alla corte d'Angiò, sarà riconosciuto nei suoi beni e titoli nel 1407 da Luigi II d'Angiò, duca d'Angiò, conte di Provenza.